# Race Ready
A Race Ready é uma empresa ibérica que tem como objetivo organizar e promover eventos e competições desportivas de automobilismo no sul da Europa. 
Fundada em 2013, o projecto liderado pelo empresário e piloto Diogo Ferrão cresceu a partir da competição Iberian Historic Endurance, que reune algum dos mais fabulosos automóveis clássicos de corrida da Península Ibérica em competição.
O desenvolvimento continuou, passado pelo assumir da organização do evento Algarve Classic Festival em 2014, um acordo que durou até 2019, e a aquisição da CSS Group 1 e Formula Ford (ex-Single Seater Series) em 2016. Este foi também o ano que viu o nascer o evento de clássicos em Jerez, Jerez 30º - La Leyenda.
Em 2017, foi a vez da Race Ready lançar o Estoril Classics, na primeira edição ainda denominado como Estoril Classic, que trouxe 25,000 pessoas ao Autódromo do Estoril. Este também foi o ano do desenvolvimento do Troféu Mini, competição que, em conjunto com o Group 1 Portugal, foi concessionada por um período de 10 anos.
Em 2019, a Race Ready deu os primeiros passos no automobilismo com carros modernos, ao lançar o GT4 South European Series. Devido à pandemia, a competição não se viria a repetir, abrindo as portas aos carros da categoria TCR nos anos seguintes, dando origem ao Supercars Endurance. Em 2022, a Race Ready passou a co-organizar o Campeonato de Portugal de Velocidade, a competição de velocidade mais importante de Portugal.
Durante o período de Inverno, desde 2022, a Race Ready tem sido responsável pela parte desportiva da GT Winter Series, incluindo da GT4 Winter Series.
Em 2024, a competição de monolugares portuguesa Single Seater Series, regressou ao universo das competições da Race Ready, com quatro provas e oito corridas no Autódromo do Estoril e no Autódromo Internacional do Algarve, e monolugares com e sem asas a serem aceites. Também passou a organizar o Supercars España, uma competição que acompanhará o Supercars Endurance e o Campeonato de Portugal de Velocidade. 